# Maire Gullichsen
Maire Eva Johanna Gullichsen, från 1969 Ahlström-Nyströmer, född Ahlström den 24 juni 1907 i Björneborgs landskommun, död den 9 juli 1990 i Björneborg, var en finlandssvensk mecenat och affärskvinna. Hon var en av de mest framträdande personerna på den finska konstscenen från 1930-talet.
Hon var dotter till affärsmannen Walter Ahlström och sondotter till Antti Ahlström, en av sin tids rikaste män i Finland. I slutet av 1920-talet studerade hon konst i Helsingfors och i Paris. År 1928 gifte hon sig med direktör Harry Gullichsen, som var anställd i A. Ahlström Ab.
Den Fria konstskolan i Helsingfors grundades av Gullichsen 1935. Samma år grundade hon inredningsfirman Artek tillsammans med arkitekparet Aino och Alvar Aalto och konsthistorikern Nils-Gustav Hahl. År 1937–1939 byggdes makarna Gullichsens residens Villa Mairea nära Norrmarks bruk. Det är ett av de internationellt mest kända verken av Alvar Aalto. Från slutet av 1960-talet verkade Gullichsen för att grunda ett konstmuseum i Björneborg. Maire Gullichsens konststiftelse tillkom 1971 och Björneborgs konstmuseum slutligen 1981. Samma år förlänades hon professors namn av Republikens president.
Efter Harry Gullichsens död 1954 gifte Maire Gullichsen om sig 1969 med kapten Bertil C. Nyströmer. Makarna Gullichsen hade tre barn: arkitekten Kristian Gullichsen, OS-seglaren professor Johan Gullichsen och professor Lilli Alanen. År 2008 utkom Maire Gullichsens memoar Regnbågsfärger, mörka stänk: Minnesvandringar 1907–1928, med ett förord av Lilli Alanen.
Alvar Gullichsen är en sonson. Maire Gullichsen dog medan hon höll på att skriva sina memoarer i samma rum som hon föddes 83 år tidigare i familjen Ahlströms villa i stadsdel Svinhamn i Björneborg.